# Chân Tử Đan
Chân Tử Đan (tiếng Trung: 甄子丹, tiếng Anh: Donnie Yen Ji-dan, sinh ngày 27 tháng 7 năm 1963) là nam diễn viên, nhà chỉ đạo võ thuật kiêm nhà sản xuất điện ảnh người Trung Quốc. Ông nổi tiếng trên màn ảnh truyền hình và màn ảnh rộng qua những vai diễn có sử dụng võ thuật, và là một trong những ngôi sao võ thuật hàng đầu châu Á lẫn cả Hollywood. 
Về diễn xuất, ông từng hai lần nhận được đề cử giải Kim Tượng. Ông được coi là người trẻ nhất trong số những nhà chỉ đạo võ thuật xuất sắc nhất thế giới, từng nhiều lần được trao giải thưởng về chỉ đạo võ thuật tại các liên hoan phim Hồng Kông và châu Á.

## Tiểu sử
Chân Tử Đan sinh ra ở Quảng Châu, Quảng Đông, Trung Quốc, là con của nữ danh sư Thái cực quyền Mạch Bảo Thiền (麥寶嬋) và ông Chân Vân Long (甄雲龍), một nhà biên tập báo. Năm hơn 1 tuổi, ông theo ba tới Hồng Kông, trong khi mẹ ở lại Quảng Đông vì lý do thủ tục. Đến năm 9 tuổi mẹ ông mới sang được Hồng Kông, gia đình lại chuyển sang Boston, tiểu bang Massachusetts, Hoa Kỳ, nơi mẹ ông sẽ mở viện nghiên cứu võ thuật Trung Hoa. Bấy giờ ông rất tích cực học võ và đàn dương cầm cổ điển. Người em gái của ông, cô Chân Tử Tinh (甄子菁) cũng có học võ, sau này cũng trở thành diễn viên, sau khi tham gia bộ phim Adventures of Johnny Tao: Rock Around the Dragon.
Từ nhỏ ông rất thích học và nghiên cứu võ thuật, từng là đệ tử của nhiều phái võ khác nhau như Thái Cực Đạo, Wushu. Thần tượng của ông lúc này là Lý Tiểu Long, ông hâm mộ đến mức bắt chước cột một dải lụa ở ống chân để giắt cây côn nhị khúc. Sự say mê võ thuật khiến ông lơ là, chán nản việc học. Ông bỏ học, gia nhập băng đảng và thường tham gia những cuộc đánh lộn, có khi băng đảng của ông đã gây ra án mạng. Điều đó khiến cha mẹ ông lo sợ, họ đưa ông trở về Quảng Đông.
Trở về quê nhà, ông đi theo con đường của một võ sĩ Wushu. Ông đến Bắc Kinh để luyện tập trong đội tuyển Wushu Trung Quốc. Thời gian đầu ông đến Quảng Châu tập luyện với võ sư Lý. Ông Lý là người đã làm cho Chân Tử Đan bỏ đi phong cách Híp-pi lập dị kiểu Mĩ. Thời gian này ông còn học võ với sư phụ Ngô Bân, người từng dạy võ cho Lý Liên Kiệt.
Năm 1983, khi sắp trở về Mĩ, Chân Tử Đan làm một chuyến du lịch ở Hồng Kông. Lúc này đạo diễn Viên Hoà Bình đang quay phim Tiếu Thái Cực, ông đã tìm rất lâu nhưng không ra một nam diễn viên phù hợp cho vai chính. Chị của Viên Hòa Bình, người từng theo học võ của mẹ Chân Tử Đan, đã giới thiệu "con trai của Mạch sư phụ" cho họ Viên, và Viên Hoà Bình đã mời ông thử đóng bộ phim Thiên sư chàng tà của ông Viên, trong vai trò một người đóng thế.

## Sự nghiệp

### Thời gian đầu

Chân Tử Đan trong bộ phim đầu tay Tiếu Thái Cực (笑太極, tên tiếng Anh: Drunken Tai Chi), lúc này cặp mí mắt và hàm răng của ông chưa được chỉnh sửa bởi viện thẩm mỹ.

Bộ phim đầu tiên mà Chân Tử Đan thủ vai chính là Tiếu Thái Cực, sản xuất năm 1984 khi ông 21 tuổi. Phim này nói về môn võ Thái cực quyền. Tiếu Thái Cực chưa phải là một thành công lớn tuy nhiên đã giới thiệu được tên tuổi của Chân đến với khán giả năm 1985 ông tham gia khóa diễn xuất của TVB với tư cách học viên dự thính. Trong những ngày đầu đóng phim, Chân Tử Đan đã nhờ đến thẩm mỹ viện để chỉnh sửa lại cặp mắt một mí và hàm răng không mấy ngăn nắp của mình. Sự sửa đổi dung mạo này được thể hiện rõ trong giai đoạn tiếp theo, từ sau phim Lồng Hổ 1. Tuy vậy, từ đó đến năm 1989, ông chỉ được giao những vai phụ.
Năm 1989, bộ phim Tiêu diệt nhân chứng đưa tên tuổi Chân Tử Đan vào hàng ngũ những diễn viên võ thuật ăn khách. Hai năm sau, ông hợp tác với Quan Chi Lâm và Ngô Đại Duy trong bộ phim về đề tài rửa tiền: Lồng Hổ 2. Tiếp theo đó là các phim Con gái quỷ Satan, Nộ hỏa uy long, tuy nhiên không được nhiều người chú ý.
Năm 1992, Chân Tử Đan mang đến một cái nhìn khác cho khán giả nhờ 2 vai phản diện trong Hoàng Phi Hồng 2: Nam nhi đương tự cường và Tân Long Môn khách sạn. Nổi bật nhất là vai trong phim Hoàng Phi Hồng 2, đây là lần đầu Chân Tử Đan được hợp tác với các diễn viên gạo cội như Trương Thiết Lâm, Khương Đại Vệ, và diễn viên nổi tiếng thời đó là Lý Liên Kiệt. Trận đấu giữa Nạp Lan Nguyên Thuật (Chân Tử Đan đóng) với Hoàng Phi Hồng (Lý Liên Kiệt đóng), phối hợp vận dụng nhiều loại vũ khí như đao, côn... tạo nên những thế võ đẹp mắt, được liệt vào hàng kinh điển trong lịch sử phim võ thuật. Về sau, Chân Tử Đan còn hợp tác với Lý Liên Kiệt ở phim Anh Hùng (2002), và cuộc giao đấu giữa Trường Không (Chân Tử Đan đóng) với Vô Danh (Lý Liên Kiệt đóng) đã được bầu chọn là một trong những màn đấu võ hay nhất trên màn ảnh từ trước tới nay. Với phim Hoàng Phi Hồng II: Nam nhi đương tự cường (vai Nạp Lan nguyên soái), Chân Tử Đan được đề cử giải nam diễn viên phụ xuất sắc nhất ở liên hoan phim Hồng Kông.
Phim Tân Long Môn khách sạn quy tụ khá nhiều ngôi sao ăn khách thời đó: Trương Mạn Ngọc, Lương Gia Huy, Lâm Thanh Hà. Chân Tử Đan đóng vai thái giám, vai phản diện chính với màn quyết đấu ác liệt cuối phim. Phim gặt hái được nhiều thành công lớn.

### Diễn viên ăn khách

Thiếu niên Hoàng Phi Hồng (Iron Monkey), sản xuất năm 1993, bộ phim đưa Chân Tử Đan lên hàng ngôi sao.

Năm 1993 đánh dấu mốc trong sự nghiệp của Chân Tử Đan, khi vai chính trong bộ phim Thiếu niên Hoàng Phi Hồng của Từ Khắc được hoan nghênh nhiệt liệt. Trong phim này, Chân đóng vai chính Hoàng Kì Anh, cha của Hoàng Phi Hồng. Vai chính còn lại do Vu Vinh Quang thể hiện. Trận đấu kết thúc phim diễn ra trên biển lửa giữa Hoàng Kì Anh, Con Khỉ Sắt (Vu Vinh Quang đóng) và Ác tăng đã để lại nhiều ấn tượng và trở thành đề tài cho nhiều phim nhái sau này. Thiếu niên Hoàng Phi Hồng là một thành công lớn nối tiếp loạt phim về nhân vật truyền kỳ Hoàng Phi Hồng, nhưng riêng với Chân Tử Đan, bộ phim đã đưa ông lên hàng những ngôi sao võ thuật trong điện ảnh Hồng Kông. Đến năm 2002, Thiếu niên Hoàng Phi Hồng được trình chiếu tại phương Tây và được hoan nghênh nhiệt liệt, góp phần đưa tên tuổi ông ra ngoài châu Á. Trong năm này ngoài vai Hoàng Kì Anh, ông còn có một vai phản diện trong Hồ Điệp kiếm và vai Tô Khất Nhi múa túy quyền trong Tô Khất Nhi.
Năm 1994, đạo diễn nổi tiếng Hollywood Steven Seagal mời Chân Tử Đan vào vai Lý Tiểu Long trong bộ phim Lý Tiểu Long truyền kỳ, tuy nhiên ông đã từ chối. Trong năm này ông tham gia 3 phim, trong đó có vai chính phim truyền hình Hồng Hi Quan, 2 phim điện ảnh còn lại là Mã Hí cuồng phong và Vịnh Xuân quyền. Trong Vịnh Xuân quyền, ông đóng vai người tình của Nghiêm Vịnh Xuân do Dương Tử Quỳnh đóng.
Năm 1995, phim Tinh Võ Môn của ATV ra đời, đã gây nên một cơn sốt mới ở các nước nói tiếng Hoa và Đông Nam Á. Phim dài 18 tập, lấy bối cảnh thời Dân quốc, kể về những giai đoạn quan trọng trong đời nhân vật huyền thoại Trần Chân. Nhân vật Trần Chân từng được thể hiện qua Lý Tiểu Long, Thành Long và Lý Liên Kiệt, nay được thể hiện qua Chân Tử Đan và đã tạo nên được nhiều ấn tượng mới. Tại Việt Nam, người ta biết đến ông nhiều bởi vai này và nhiều người gọi anh là Trần Chân. Mặc dù bộ phim thành công, nhưng nhìn về lối trình diễn võ thuật lúc bấy giờ, ông cho thấy sự chịu ảnh hưởng nhiều bởi vai Trần Chân của Lý Tiểu Long, từ cách diễn tả trên nét mặt đến những pha múa võ có lẫn tiếng hét đặc trưng của họ Lý.

Trường Không trong phim Anh hùng là một trong những vai diễn ấn tượng nhất của Chân Tử Đan, dù anh chỉ xuất hiện trong một cảnh quay.

Năm 1997, ông thành lập hãng phim Bullet, đồng thời thử sức trong vai trò đạo diễn với phim Chiến lang truyền thuyết (Legend of the wolf). Trong phim này ông đóng vai chính Văn Hiến, ngoài ra còn có nữ diễn viên đang lên lúc đó là Lý Nhược Đồng. Bộ phim không đặc sắc về nội dung, tuy nhiên lại thành công lớn về mặt doanh thu, với rất nhiều những màn đánh lộn được diễn tả chân thực. Hãng phim tồn tại 2 năm, với các phim Nhật Bản bản (1999) và Nụ hôn sát nhân (1998). Phim Nụ hôn sát nhân có sự tham gia của người đẹp Ngô Thần Quân, do Chân Tử Đan đạo diễn và thủ vai chính, được trao giải "Phim xuất sắc nhất năm 1998" bởi hội phê bình điện ảnh Hồng Kông và tại Liên hoan phim Udine của Ý.
Năm 2002, ông tham gia siêu phẩm Anh hùng của đạo diễn Trương Nghệ Mưu. Bộ phim đã đưa tên tuổi của ông ra thế giới. Đạo diễn họ Trương vốn khắt khe, đã tỏ ra rất khâm phục khả năng biểu diễn võ thuật của Chân Tử Đan trong phim này. Vai của Chân Tử Đan chỉ xuất hiện trong một cảnh quay, đạo diễn họ Trương sử dụng như một phương pháp tô điểm. Ông đánh từ đầu tới cuối trong sự xuất hiện của mình, và cảnh quay phải mất tới 20 ngày. Thời gian này Chân Tử Đan còn nổi lên với vai trò người chỉ đạo, dàn dựng các pha đấu võ thuật. Các phim nổi tiếng nhất được ông chỉ đạo võ thuật là: Code name 2:Puma, Thiên cơ biến I và II, Nụ hôn sát nhân...
Trong công việc, Chân nổi tiếng là người nghiêm túc và khá kén chọn, ông không phải là người sẵn sàng nắm bắt tất cả các cơ hội tiến thân tại Holywood. Từng từ chối đóng vai Lý Tiểu Long trong Truyện Lý Tiểu Long và sau đó là năm 2003, khi ông khước từ lời mời xuất hiện bên cạnh Angelina Jolie trong Tomb Raider II vì "tôi thích những gì mới mẻ và sáng tạo, còn vai diễn đó lại chẳng khác gì những vai trước đây của tôi". Chân được đạo diễn Guillermo del Toro ở Hollywood mời đóng phim lần thứ ba: Blade I, và lần này ông đã nhận lời. Vai diễn người tuyết tuy chỉ là vai nhỏ, với màn võ thuật tô điểm, nhưng cũng đủ ấn tượng để ông được mời tiếp vào phim Highlander: End game của Douglas Aarniokoski (2000); tuy nhiên phim này không thành công. Vai diễn tiếp theo của Chân Tử Đan tại Hollywood là vai phản diện trong Hiệp sĩ Thượng Hải của Thành Long, vai này ban đầu được giao cho Robin Shou, bạn diễn của Chân trong phim Lồng Hổ 2, nhưng Shou mắc việc không nhận được và vai đã được giao cho Chân Tử Đan.
Một lúc làm nhiều vai trò, nhưng mỗi năm ông vẫn đều đặn đóng xong một bộ phim, các phim Thiên cơ biến 2 và Love on the Rocks cũng tạo nên một số ấn tượng nhất định. Năm 2005, Chân Tử Đan vào vai Sở Chiêu Nam trong Thất kiếm của Từ Khắc, tuy nhiên bộ phim đã không có được thành công như mong đợi.

### Thành công nối tiếp
Sau thất bại của Thất kiếm, Chân Tử Đan đã gặp gỡ đạo diễn trẻ mới nổi Diệp Vĩ Tín. Sự gặp gỡ này đã đánh dấu mốc mới trong sự nghiệp của Chân Tử Đan. Tính cho tới nay, họ đã hợp tác với nhau 4 phim, tất cả đều nổi tiếng, đó là bộ ba Sát Phá Lang, Long Hổ Môn, Đạo hỏa tuyến và Diệp Vấn.
Trong Sát Phá Lang, Chân Tử Đan vào vai cảnh sát Mã Quân, lạnh lùng, có vẻ cô độc nhưng là một người có tình cảm. Vai diễn mang lại cho Chân nhiều chỗ diễn nội tâm. Trong phim, ấn tượng nhất có đoạn giao đấu đầy máu me, kịch tính giữa Chân Tử Đan - Ngô Kinh và trận đánh trong phòng khách giữa Chân Tử Đan - Hồng Kim Bảo. Sau thành công của Sát Phá Lang, bộ đôi này tiếp tục hợp tác làm bộ Long Hổ Môn rồi Đạo Hỏa Tuyến. Những phim này đều nhận được nhiều đề cử và giải thưởng.
2008 là một năm thành công của Chân Tử Đan, khi ông liên tiếp xuất hiện trong các bộ phim "bom tấn": Giang sơn & mỹ nhân, Họa bì, và Diệp Vấn. Giang sơn & mĩ nhân, tuy nhiên không thành công như hứa hẹn. Còn Họa Bì, một phim kinh dị cổ trang đã lập kỉ lục về doanh thu phòng vé, phim cũng nhận được nhiều giải thưởng cũng như đề cử. Tuy vậy, thành công và tạo nên nhiều ảnh hưởng hơn cả là Diệp Vấn. Phim Diệp Vấn kể về một giai đoạn quan trọng trong cuộc đời của danh sư Diệp Vấn, trong phim này Chân Tử Đan đã trình diễn một phong cách khác trước, đó là không sử dụng những cú đá song phi nổi tiếng của mình mà phần lớn các pha võ thuật đều dùng tay - một nét độc đáo của Vịnh Xuân quyền. Để diễn được các pha võ này, ông đã luyện Vịnh Xuân 8 tháng, cũng như giảm 5 ký để phù hợp với vai Diệp Vấn. Về diễn xuất, vai diễn có chút hài hước và nhiều trường đoạn nội tâm hơn các phim trước đây ông tham gia. Ông Diệp Chuẩn, con trai của Diệp Vấn sau khi xem phim này đã khen ngợi Chân và cho rằng ông là người thích hợp nhất để đóng vai này.
Với vai Diệp Vấn, lần đầu tiên Chân Tử Đan được đề cử giải "Nam diễn viên chính xuất sắc nhất" tại liên hoan phim HKFA 2009, ngoài ra phim Diệp Vấn còn nhận được 11 đề cử khác, trong đó có giải "phim xuất sắc", "diễn viên phụ xuất sắc nhất" và "đạo diễn xuất sắc nhất". Về doanh thu, phim đạt 100 triệu Nhân dân tệ và 25 triệu Đô la Hồng Kông sau 1 tuần khởi chiếu, trở thành phim võ thuật đoạt doanh thu cao nhất từ trước tới giờ.
Trong thời gian quay bộ phim này, Chân Tử Đan từng bị đưa ra so sánh với ảnh đế Lương Triều Vĩ khi Lương cũng quay một phim mang tên Nhất đại tôn sư Diệp Vấn với Vương Gia Vệ, tuy nhiên sau khi phim công chiếu, Chân Tử Đan đã nhận được nhiều khen ngợi, trong đó có lời khen của Lương Triều Vĩ.
Sau thành công của Diệp Vấn, bộ đôi Diệp-Chân sẽ thực hiện tiếp phim Diệp Vấn 2. Trong một bài phỏng vấn gần đây, Chân Tử Đan nói rằng ông đang cầm trong tay 5 kịch bản, và có thể sẽ phải quay liền 5 phim trong năm 2009. Năm 2009, Chân Tử Đan tham gia bộ phim Thập nguyệt vi thành với vai chính là một tay đệ tử của "bác thằng bần", cùng một vai nhỏ trong bộ phim Kiến quốc đại nghiệp. Sau đó, ông tham gia đóng vai chính trong bộ phim cổ trang Cẩm y vệ của đạo diễn Lý Nhân Cảng. Năm 2010, Chân Tử Đan cho ra mắt 1 bộ phim mới Huyền thoại Trần Chân của đạo diễn Lưu Vĩ Cường, trong phim có sự góp mặt của nữ diễn viên Thư Kỳ. Sau đó, ông đang tiếp tục tham gia hai dự án phim khác là Quan Vân Trường.
Năm 2018, Chân Tử Đan cho giới thiệu bộ phim Thân phận đặc biệt (Special ID) cùng với nhân vật Cảnh Điềm, Trâu Triệu Long và đóng vai Trần Tự Long, một cảnh sát có tính gan gốc, cau có nhưng lại hòa đồng với người mẹ và bạn bè của ông ấy. Ông được giao nhiệm vụ điều tra băng đảng ma túy và phải tiêu diệt thế giới ngầm xã hội đen vô cùng khắc nghiệt và tàn nhẫn nhất của Trung Quốc để ngăn chặn một âm mưu độc ác của tên trùm tội phạm xã hội đen Trường Mao Hùng. Cách duy nhất để ông báo cáo về trụ sở là cố tình bị bắt giam. Sau nhiều lần như vậy, tên trùm Trương Mao Hùng bắt đầu nghi ngờ thân phận của ông. Hắn tìm mọi cách loại bỏ mọi sự xâm nhập vào băng đảng xã hội đen của Trần Tử Long. Khi đến Trung Quốc đại lục, Trần Tử Long đối mặt với cánh tay phải Trương Mao Hùng là Sunny, được giao nhiệm vụ xử tử những cảnh sát nằm vùng.

### Đột phá tại Hollywood
Sau khi diễn những bộ phim thực cổ, ông được đóng vai là một cảnh sát trưởng, bảo vệ những người khỏi những tên xấu xa như "Điểm nổ", "Công bằng cho xã hội",... Từ những bộ phim này, ông đã trở nên nổi tiếng nhất với những kỹ năng võ thuật kiểu mới theo một cách mạnh mẽ, biết hi sinh vì mọi thứ, không bao giờ bỏ cuộc,...
Năm 2017 đánh dấu lần đầu tiên Chân Tử Đan và Lưu Đức Hoa cùng nhau diễn xuất trong bộ phim Trùm Hương Cảng. Bộ phim Trùm Hương Cảng lấy cảm hứng từ hai nhân vật có thật trong lịch sử Hong Kong: trùm xã hội đen Ngô Tích Hào - biệt danh Hào "thọt", và cảnh sát trưởng Lữ Lạc. Nếu như Hào "thọt" từng được Lữ Lương Vĩ thể hiện trong Bả Hào (1991), thì chính Lưu Đức Hoa từng vào vai Lôi Lạc mưu trí nhưng không kém phần gian xảo qua hai tập phim Thám trưởng 500 triệu Lôi Lạc (1991).. Điều ấn tượng của Trùm Hương Cảng là có sự tham gia của hai ngôi sao lớn của điện ảnh Hong Kong. Là nhân vật chính được ưu tiên cả về đất diễn lẫn lối khai thác, ông trùm Hào "thọt" là linh hồn của tác phẩm dưới sự thể hiện thuyết phục từ Chân Tử Đan. Có thể nói đây là bộ phim Chân Tử Đan khẳng định thêm tài năng diễn xuất của mình.

## Công việc ngoài diễn xuất

### Chỉ đạo võ thuật
Ngoài diễn xuất, Chân Tử Đan còn làm đạo diễn hành động và nhà chỉ đạo võ thuật. Đây là nghề tay trái của Chân nhưng lại mang lại cho ông bộ sưu tập giải thưởng đáng nể: 7 giải thưởng và 2 đề cử, trong đó có 3 Kim Tượng và 2 Kim Mã. Ông làm công việc chỉ đạo võ thuật từ những năm đầu của sự nghiệp, với phim ăn khách Lồng Hổ 1. Những phim nổi tiếng nhất do anh chỉ đạo các pha hành động và đấu võ là: Lồng Hổ 2, Vịnh Xuân quyền, Chiến Lang truyền thuyết, Code name 2:Puma, Thiên cơ biến I và II, Nụ hôn sát nhân, Blade II, Sát phá lang, Long Hổ Môn,...
Năm 2008, khi làm phim Diệp Vấn, do đã đảm nhận nhiều công việc (tập võ, diễn xuất), vai trò đạo diễn võ thuật của Chân đã được giao lại cho Hồng Kim Bảo.

### Đạo diễn
Trở thành đạo diễn từ năm 34 tuổi với phim Chiến lang truyền thuyết (Legend of the wolf), cho đến nay, Chân Tử Đan đã đạo diễn 6 phim, trong đó cũng có những phim thành công. Phim Nụ hôn sát nhân năm 1997 đã được trao giải "một trong những phim hay nhất năm 1998" bởi hội phê bình điện ảnh Hồng Kông và tại Liên hoan phim Udine của Ý. Các phim Thiên cơ biến, Chiến lang truyền thuyết, Tân Đường Sơn đại huynh đều được xếp vào loại ăn khách.
Ông là ứng cử viên duy nhất (trong số 6 ứng cử viên) của Hồng Kông đạt được giải thưởng "Đạo diễn trẻ xuất sắc nhất" tại Liên hoan phim Yubari, Nhật Bản.

### Nhà sản xuất
Chân Tử Đan từng đóng vai trò nhà sản xuất và đồng sản xuất cho 5 phim: Họa bì, Đảo hỏa tuyến, Long Hổ Môn, Nụ hôn sát nhân, Chiến lang truyền thuyết. Năm 1997 ông từng mở hãng phim tên là Bullet nhưng nay đã giải tán.

### Làm mẫu cho nhân vật trong game
Năm 2004, Chân Tử Đan lần đầu tham gia trong ngành công nghiệp Game, với game nổi tiếng Onimusha III của hãng Capcom. Ông giữ vai trò quan trọng trong game hành động nổi tiếng này, khi đảm nhận công việc chỉ đạo võ thuật và biểu diễn mẫu cho nhân vật.

Năm 2006, Game Long Hổ Môn ra đời dựa theo bộ phim ông thủ vai chính. Chân cũng làm mẫu cho chuyển động của nhân vật chính trong Game này.

## Phong cách võ thuật
Chân Tử Đan thường được coi là diễn viên có phong cách biểu diễn võ thuật đặc biệt. Jung Sang Kyo, một ký giả của tờ tạp chí võ thuật Mookas có lời nhận xét: "Lý Tiểu Long thuộc nhóm diễn viên chuyên dùng các thế võ hiện đại, Lý Liên Kiệt thuộc nhóm chuyên dùng võ thuật truyền thống Trung Hoa. Còn Chân Tử Đan thì thuộc nhóm của riêng anh."
Với phong cách đánh võ độc đáo và đẹp mắt, Chân Tử Đan thường được mời vào các phim ở tư cách khách mời nhằm câu khách, như trong Thánh bài II, anh đóng vai cảnh sát và chỉ xuất hiện ở đoạn loạn đả cuối phim, ngoài ra có thể kể đến những màn trình diễn võ thuật ngắn ngủi trong Hiệp sĩ Thượng Hải, Anh hùng, Love on the Rocks, Thiên cơ biến II, gần đây (2009) thì có All's Well, Ends Well 2009.
Phong cách võ thuật trên màn ảnh của Chân Tử Đan được đánh giá mạnh mẽ, có tính thực chiến cao. Năm 2017, giới võ thuật Trung Quốc ồn ào bởi võ sĩ MMA nghiệp dư Từ Hiểu Đông đã đánh bại nhanh chóng võ sư danh tiếng Ngụy Lôi thuộc dòng võ thuật truyền thống Trung Quốc. Từ Hiểu Đông cho rằng võ truyền thống Trung Quốc không có tính thực chiến cao. Khi được hỏi về đối thủ trong các ngôi sao võ thuật màn ảnh thì Từ Hiểu Đông cho rằng chỉ có Chân Tử Đan là đối thủ xứng tầm.

## Đời tư
Chân Tử Đan từng đính hôn với nữ diễn viên Vạn Ỷ Văn từng đóng cặp với anh trong Tinh Võ Môn (1995). Năm 2003, anh kết hôn với người mẫu Uông Thi Thi, hoa hậu Hoa kiều Toronto năm 2000, kém anh 19 tuổi. Hôn lễ tổ chức tại Toronto, Canada. Đến nay họ đã có với nhau hai con, một gái tên là Jasmin và trai tên James. Chân Tử Đan có con riêng tên là Man Cheuk Yen.

## Danh sách phim

### Phim điện ảnh
| Năm  | Tên phim                                         | Tên gốc tiếng Trung  | Vai diễn                       | Ghi chú                                                    |
| ---- | ------------------------------------------------ | -------------------- | ------------------------------ | ---------------------------------------------------------- |
| 1983 | Thiên sư chàng tà                                | 天師撞邪             |                                | Đóng thế                                                   |
| 1984 | Tiếu Thái Cực                                    | 笑太極               | Ching Do                       |                                                            |
| 1985 | Tình phùng địch thủ                              | 情逢敵手             | Eddie                          |                                                            |
| 1988 | Lồng hổ 1                                        | 特警屠龍             | Terry                          | Chỉ đạo võ thuật                                           |
| 1989 | Tiêu diệt nhân chứng 4                           | 皇家師姐IV直擊證人   | Đội trưởng Donnie Yan          |                                                            |
| 1990 | Lồng hổ 2                                        | 洗黑錢               | Dragon Yau                     | Chỉ đạo võ thuật                                           |
| 1991 | Con gái quỷ Satan                                | 魔唇劫               | Shiang Chin-Fei                |                                                            |
| 1991 | Nộ hỏa uy long                                   | 怒火威龍             | Lương / Trần                   |                                                            |
| 1992 | Liệp báo hành động                               | 獵豹行動             | Ronnie / Roano                 |                                                            |
| 1992 | Hoàng Phi Hồng II: Nam nhi đương tự cường        | 黃飛鴻之二男兒當自強 | Nạp Lan Nguyên Thuật           |                                                            |
| 1992 | Tân Long Môn khách sạn                           | 新龍門客棧           | Ngụy Trung Hiền                |                                                            |
| 1993 | Thiếu niên Hoàng Phi Hồng                        | 少年黃飛鴻之鐵馬騮   | Hoàng Kỳ Anh                   |                                                            |
| 1993 | Tân lưu tinh hồ điệp kiếm                        | 新流星蝴蝶劍         | Yip Cheung                     |                                                            |
| 1993 | Túy quyền Tô Khất Nhi                            | 蘇乞兒               | Ăn mày Tô Sáng                 |                                                            |
| 1994 | Vịnh Xuân quyền                                  | 詠春                 | Lương Bác Trù                  | Chỉ đạo võ thuật                                           |
| 1994 | Mã hí cuồng phong                                | 馬戲小子             | Danton Lee                     |                                                            |
| 1995 | Con khỉ sắt II                                   | 街頭殺手             |                                |                                                            |
| 1995 | Thánh bài 2                                      | 賭聖2街頭賭聖        | Lone Seven                     | Khách mời                                                  |
| 1996 | Satan trở lại                                    | 666魔鬼復活          | Nam                            | Chỉ đạo võ thuật                                           |
| 1997 | Chiến Lang truyền thuyết                         | 戰狼傳說             | Văn Hiến                       | Đạo diễn, nhà sản xuất, chỉ đạo võ thuật và đồng biên kịch |
| 1997 | Cảnh sát Á Châu                                  | 亞洲警察之高壓線     | Chiang Ho-Wa                   | Chỉ đạo võ thuật                                           |
| 1997 | Black Rose 2                                     | 黑玫瑰義結金蘭       | Hiệu trưởng trường dạy võ      |                                                            |
| 1998 | Nụ hôn sát nhân                                  | 殺殺人、跳跳舞       | Người mèo                      | Đạo diễn, nhà sản xuất và chỉ đạo võ thuật                 |
| 1998 | Tân Đường Sơn đại huynh                          | 新唐山大兄           | Đường Sơn                      | Đạo diễn và chỉ đạo võ thuật                               |
| 1998 | Kho tàn vô nghĩa                                 | 黑色城市             | Ozone                          |                                                            |
| 2000 | Highlander: Endgame                              |                      | Jin Ke                         | Chỉ đạo võ thuật                                           |
| 2001 | The Princess Blade                               | 修羅雪姫             |                                | Chỉ đạo võ thuật                                           |
| 2002 | Blade II                                         |                      | Người tuyết                    | Chỉ đạo võ thuật                                           |
| 2002 | Anh hùng                                         | 英雄                 | Trường Không                   |                                                            |
| 2003 | Hiệp sĩ Thượng Hải (Shanghai Knights)            |                      | Vũ Châu                        |                                                            |
| 2003 | Thiên cơ biến                                    | 千機變               | đồng đạo diễn chỉ đạo võ thuật |                                                            |
| 2004 | Thiên cơ biến II                                 | 千機變II花都大戰     | "General Lone"                 |                                                            |
| 2004 | Protege de la Rose Noire                         | 見習黑玫瑰           |                                | Đồng đạo diễn và chỉ đạo võ thuật                          |
| 2004 | Tình yêu trong Rock                              | 戀情告急             | Ông Từ                         |                                                            |
| 2005 | Sát Phá Lang                                     | 殺破狼               | Cảnh sát Mã Quân               | Chỉ đạo võ thuật                                           |
| 2005 | Thất kiếm                                        | 七劍                 | Sở Chiêu Nam                   |                                                            |
| 2006 | Stormbreaker                                     |                      |                                | Chỉ đạo võ thuật                                           |
| 2006 | Long Hổ môn                                      | 龍虎門               | Long                           | Chỉ đạo võ thuật và nhà sản xuất                           |
| 2007 | Ngòi nổ                                          | 導火線               | Cảnh sát Mã                    | Chỉ đạo võ thuật và nhà sản xuất                           |
| 2008 | Giang sơn & mỹ nhân                              | 江山美人             | Mộ Dung Thạch Hổ               |                                                            |
| 2008 | Họa bì                                           | 畫皮                 | Bàng Dũng                      | Còn là nhà sản xuất                                        |
| 2008 | Diệp Vấn                                         | 葉問                 | Diệp Vấn                       |                                                            |
| 2009 | All's Well, Ends Well 2009                       | 家有喜事2009         | Khách mời đám cưới             |                                                            |
| 2009 | Đại nghiệp kiến quốc                             | 建國大業             | Điền Hán                       |                                                            |
| 2009 | Vệ sỹ và sát thủ                                 | 十月圍城             | Tôn Trung Sơn                  | Chỉ đạo võ thuật                                           |
| 2010 | Cẩm y vệ                                         | 錦衣衛               | Thanh Long                     |                                                            |
| 2010 | Diệp Vấn 2                                       | 葉問2:宗師傳奇       | Diệp Vấn                       |                                                            |
| 2010 | Huyền thoại Trần Chân                            | 精武風雲－陳真       | Trần Chân                      | Chỉ đạo võ thuật                                           |
| 2011 | All's Well, Ends Well 2011                       | 最強囍事             | Arnold Cheng                   |                                                            |
| 2011 | Quan Vân Trường                                  | 關雲長               | Quan Vũ                        | Chỉ đạo võ thuật                                           |
| 2011 | Wu Xia                                           | 武俠                 | Liu Jinxi / Tang Long          | Chỉ đạo võ thuật                                           |
| 2012 | All's Well, Ends Well 2012                       | 八星抱喜             | Carl Tam                       |                                                            |
| 2013 | Together                                         | 在一起               | Mr. Cool                       |                                                            |
| 2013 | Phi vụ mật                                       | 特殊身份             | Dragon Chan                    | Chỉ đạo võ thuật                                           |
| 2014 | Thân phận đặc biệt (Special ID)                  | Trần Tử Long         |                                |                                                            |
| 2014 | Tây du ký: Đại náo Thiên cung                    | 西游記之大鬧天宮     | Tôn Ngộ Không                  | Chỉ đạo võ thuật                                           |
| 2014 | Người Băng                                       | 冰封俠：重生之門     | Hạ Anh                         | Chỉ đạo võ thuật                                           |
| 2014 | Sát quyền                                        | 一個人的武林         | Hạ Hầu Vũ                      | Chỉ đạo võ thuật                                           |
| 2015 | An Inspector Calls                               | 浮華宴               | Pop Quadruplet                 | Khách mời                                                  |
| 2015 | Diệp Vấn 3                                       | 葉問3                | Diệp Vấn                       |                                                            |
| 2016 | Crouching Tiger, Hidden Dragon: Sword of Destiny | 臥虎藏龍：青冥寶劍   | Lãnh Lang                      |                                                            |
| 2016 | Rogue One: Star Wars ngoại truyện                | —                    | Chirrut Îmwe                   |                                                            |
| 2017 | xXx: Phản đòn                                    | —                    | Xiang                          |                                                            |
| 2017 | Trùm Hương Cảng                                  | 追龍                 | Hào què                        |                                                            |
| 2017 | Công thủ đạo                                     | 功守道               | Sư phụ Yen                     |                                                            |
| 2018 | Đại sư huynh                                     | 大師兄               | Trần Hiệp                      |                                                            |
| 2018 | Người băng II                                    | 冰封俠：時空大戰     | Hạ Anh                         | Chỉ đạo võ thuật                                           |
| 2018 | Enter the Fat Dragon                             | 肥龍過江             |                                |                                                            |
| 2019 | Diệp Vấn 4                                       | 葉問4                | Diệp Vấn                       |                                                            |
| 2020 | Tân Ỷ Thiên Đồ Long Ký                           |                      | Trương Tam Phong               |                                                            |
| 2021 | Nộ Hoả                                           | 怒火                 | Trương Sùng Bang               |                                                            |
| 2022 | John Wick: Chapter 4                             |                      |                                |                                                            |

### Phim truyền hình
| Năm       | Tên phim                         | Tên gốc tiếng Trung | Tên tiếng nước ngoài       | Vai diễn       | Kênh            | Ghi chú                        |
| --------- | -------------------------------- | ------------------- | -------------------------- | -------------- | --------------- | ------------------------------ |
| 1987      | Hình cảnh bản sắc                | 刑警本色            |                            | Dick Kwan      | Hồng Kông - TVB |                                |
| 1988      | Vô miện cấp tiên phong           | 無冕急先鋒          |                            |                | Hồng Kông - TVB |                                |
| 1989      | Phi Hổ quần anh                  | 飛虎群英            |                            | Trương Hạo Nam | Hồng Kông - TVB |                                |
| 1991      | Cuộc đời mới                     | 命運迷宮            |                            | Jun            | Hồng Kông - TVB |                                |
| 1991      | Cán thám quần anh                | 幹探群英            |                            | Dan - Bomb     | Hồng Kông - TVB |                                |
| 1994      | Hồng Hi Quan                     | 洪熙官: 決戰螳螂拳  | The Kungfu Master          | Hồng Hi Quan   | Hồng Kông - ATV |                                |
| 1995      | Tinh Võ Môn                      | 精武門              | Jing Wu Men                | Trần Chân      | Hồng Kông - ATV |                                |
| 1999-2000 | Báo đen                          |                     | La Puma - Kämpfer mit Herz |                | Đức - RTL       | Đồng Đạo diễn Chỉ đạo Võ thuật |
| 2001      | Tân Tinh Võ Môn/ Tục Tinh Võ Môn | 精武門              | Jing Wu Men                | Trần Chân      | Hồng Kông - ATV |                                |

### Game
- Onimusha III (2004)
- Long Hổ Môn (2006)